# Jelechowice
Jelechowice (ukr. Єлиховичі) – wieś w obwodzie lwowskim, w rejonie złoczowskim na Ukrainie. Miejscowość liczy 956 mieszkańców.

## Położenie
Według Słownika geograficznego Królestwa Polskiego i innych krajów słowiańskich: Jelechowice to wieś w powiecie złoczowskim, 3 km na północ od starostwa powiatowego, sądu i stacji kolejowej w Złoczowie. Na północy leży Horodyłów, na wschód Zazule, na południowy zachód Złoczów. We wsi znajduje się szkoła filialna.

## Historia
W czasie okupacji niemieckiej tutejsi Polacy - rodzina Jędrzejków (Jan i Leonia oraz ich dzieci, Józef i Maria) oraz Helena Skrzeszewska, Maria Koreniuk i Grzegorz Tyż - ukrywali Żydów, za co w 1988 roku Instytut Jad Waszem uhonorował ich tytułami Sprawiedliwych wśród Narodów Świata. Żydzi byli ukrywani także w gospodarstwie rodziców Jana Kulpy z Zazul.

## Zabytki
- Kościół Podwyższenia Krzyża Świętego z 1938 r. wybudowany według projektu architekt Wawrzyńca Dayczaka[6].

## Ludność
Według schematyzmu z roku 1881 we wsi było 466 osób wyznania rz.-kat., 101 gr.-kat. Parafia rz.-kat. w Złoczowie, gr.-kat. w Żulicach.